# V403 Близнецов
V403 Близнецов (лат. V403 Geminorum) — одиночная переменная звезда в созвездии Близнецов на расстоянии (вычисленном из значения параллакса) приблизительно 5405 световых лет (около 1657 парсек) от Солнца. Видимая звёздная величина звезды — от +12,7m до +12,3m.

## Характеристики
V403 Близнецов — жёлто-белая пульсирующая переменная звезда типа Дельты Щита (DSCT)* спектрального класса F. Радиус — около 3,14 солнечных, светимость — около 20,657 солнечных. Эффективная температура — около 6943 К.